# Christine Marzano
Pour les articles homonymes, voir Marzano (homonymie).
 (juin 2017).
Si vous disposez d'ouvrages ou d'articles de référence ou si vous connaissez des sites web de qualité traitant du thème abordé ici, merci de compléter l'article en donnant les références utiles à sa vérifiabilité et en les liant à la section « Notes et références ».
Christine Marzano, née le 5 septembre 1986 à Brooklyn New-York, est une actrice et mannequin américaine.

## Biographie
Elle est née à Brooklyn et a étudié à l'Université de Princeton, elle a obtenu un diplôme en psychologie. Christine a étudié la danse irlandaise et est de nationalité américaine et irlandais, son père est d'origine italienne. Elle a deux sœurs, Eileen et Maureen. Eileen est nurse et Maureen travaille dans la finance.

## Actrice
Alors qu'elle était mannequin, Christine a commencé une formation d'actrice sérieuse et est apparue dans de nombreuses publicités télévisées. Après avoir obtenu son diplôme de Princeton, elle a décidé de devenir actrice à plein temps.
Elle est apparue en tant que prostituée bilingue dans Seven Psychopaths (2012), gagnante dans le cadre du meilleur ensemble de distribution aux Boston Society of Film Critics Awards 2012 et nommée dans la même catégorie aux San Diego Film Critics Society Awards 2012. Elle a également eu un rôle de soutien en tant que Madame de bordel dans le film de vampire Byzantium de 2013 et est apparue dans le thriller Paranoia de 2013. Elle a incarné la célèbre fleuriste et paysagiste Charlotte Heavey dans le film Dare to Be Wild de 2015 et est apparue dans la préquelle de Harry Potter Fantastic Beasts and Where to Find Them de 2016, écrite par JK Rowling et réalisée par David Yates.
Elle est apparue dans le film d'action américain 2018 Death Race: Beyond Anarchy aux côtés de Zach McGowan et Frederick Koehler, le quatrième film de la série Death Race.

## Filmographie

### Cinéma
- 2010 : Working It Out : Natasha
- 2012 : Sept psychopathes : La prostituée
- 2012 : Byzantium : Mme Strange
- 2013 : Paranoia : Nora Summers
- 2015 : Dare to Be Wild : 	Charlotte "Shah" Heavey
- 2016 : Les Animaux fantastiques : Exterminator (non créditée)
- 2016 : L'Exception à la règle : Carrie
- 2016 : Moss : Mary
- 2017 : A Midsummer Night's Dream : Mustardseed
- 2018 : Qué León : Carmen
- 2018 : Death Race: Anarchy : Jane ; DTV Direct to video
- 2019 : Eve : Alex Beyer

### Télévision
- 2012 : Fashion Star
- 2014 : Anger Management : Ashley 1 épisode